# 千葉縣
千葉縣（日语：／ Chiba ken */?）是位於日本關東地方的一級行政區，西面緊臨東京都，属于首都圈的範圍。縣治位於千葉市。有許多服務東京的基礎建設，如成田國際機場和幕張展覽館都在該縣境內。其人口次於埼玉縣，排名在日本各都道府縣第6位，面積为第28位。

## 概要
千葉縣位於關東地方的東南部，由原上總國、安房國、下總國三國合併设置而成，但下總國的猿島郡、結城郡、豐田郡以及相馬郡、葛飾郡的一部分現在属茨城縣範圍，葛飾郡有一部分分別劃入東京都和埼玉縣，1873年（明治6年）6月15日，北部的印旛縣與南部的木更津縣合併，设立千葉縣，後於1875年5月7日劃入新治縣利根川以南的地区，同時將舊印旛縣利根川以北地区移到茨城縣，形成现在的縣域。
千葉縣三面被海圍繞，大部分地区是房總半島，北部為關東平原的一部分，此外由沿東京灣和太平洋海岸與利根川和江戶川的低地以及下總台地組成，地势較为平坦。南面是丘陵地帶，有海拔329米的鋸山和鹿野山，擁有不少知名的觀光名勝。縣內最高峰是海拔408米的愛宕山，在日本全國各都道府縣中是最低的。
因為平地面积較大，可供居住的面積也較多，千葉縣一直以來做為住宅區。相對於人口較稠密的西北部，東部與中南部有許多地区人口在持續減少，一部份市町被指定為過疏地域。从浦安市到富津市的東京灣沿岸有大片的海埔新生地，成為京葉工業地帶中樞的市原市石油化學密集區（石油化學コンビナート）以及千葉市、君津市的煉鋼廠等的用地。此外，地勢農漁業也非常盛行、農業產出與漁業總生產量位於全國前列。

## 地理

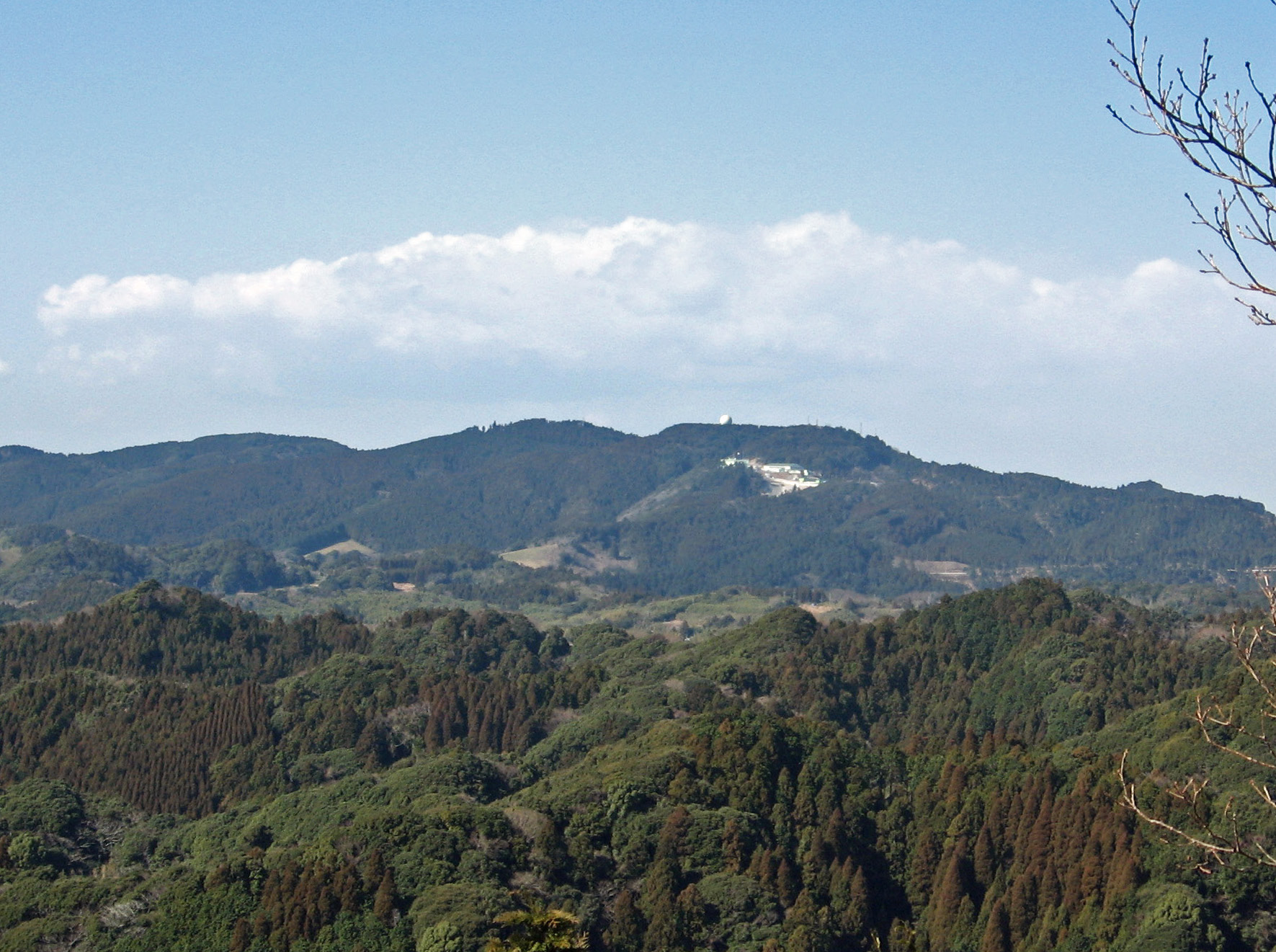
愛宕山(408.2m)
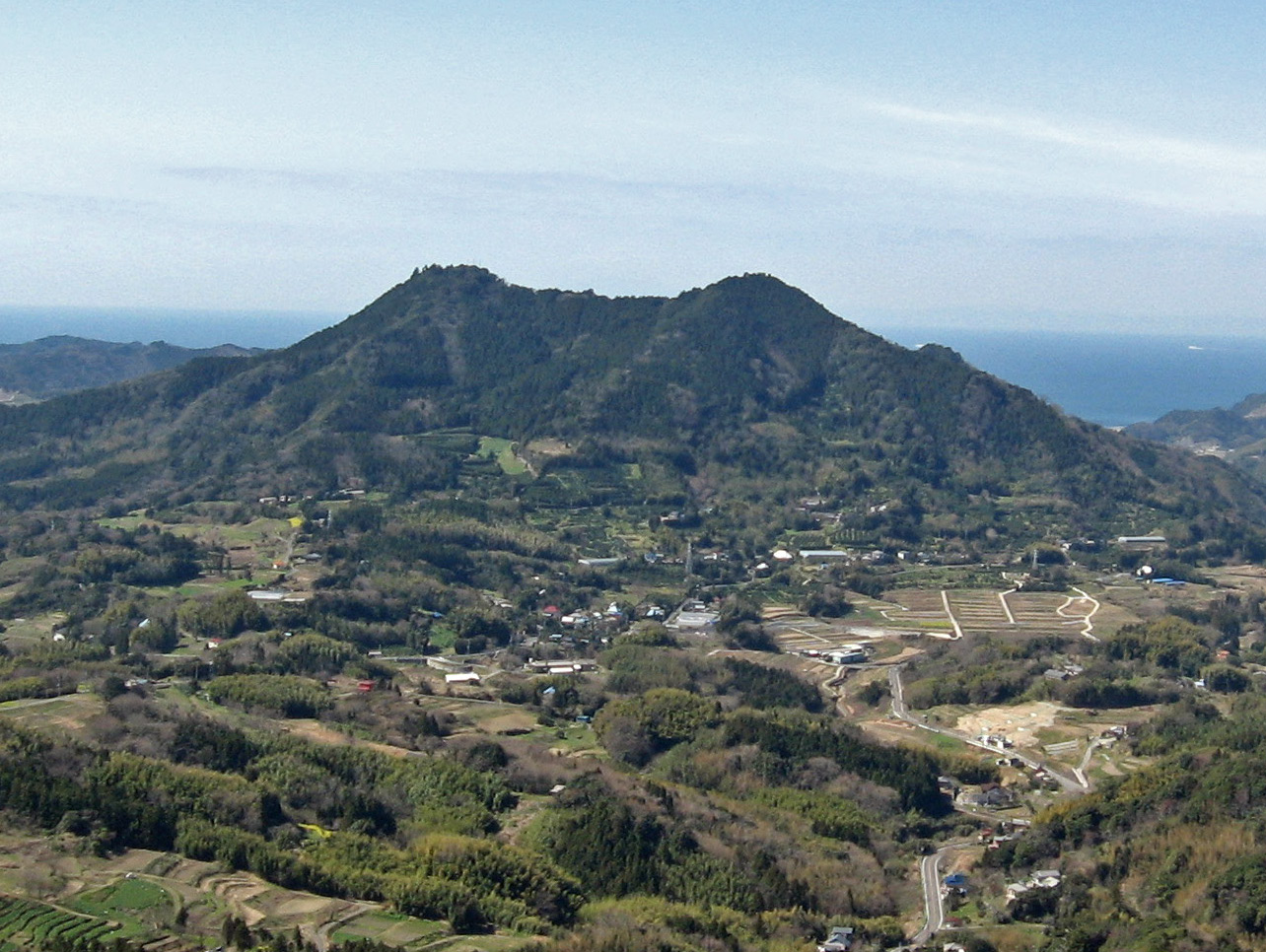
富山(350m)
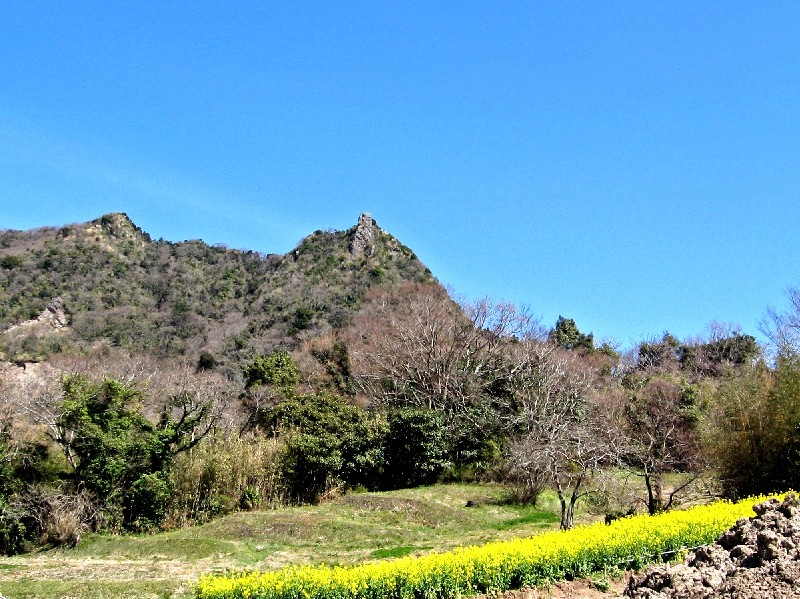
伊予岳(349.5m)

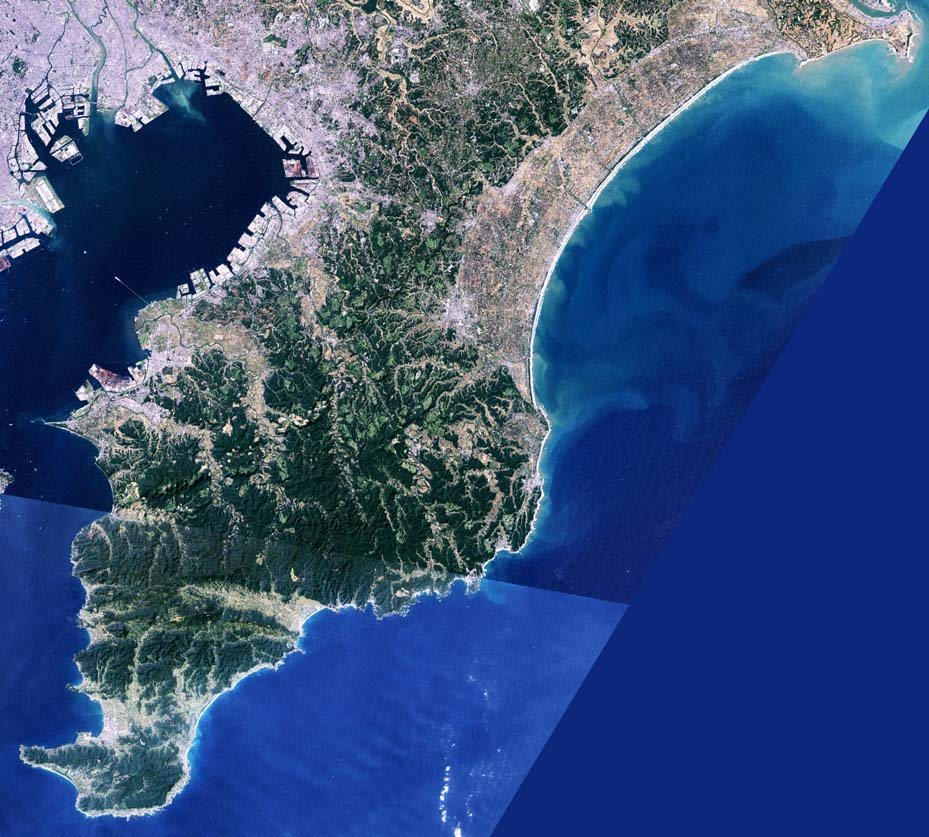
房總半島

千葉縣位於本州的中央部。西北邊隔著江戶川面對東京都和埼玉縣，北方隔著利根川面鄰茨城縣，西面隔著東京灣面對神奈川縣，東和南面都就是太平洋。
以千葉縣政府所在地千葉市為中心以圓規畫一個圓，除了琉球群島以外，幾乎所有日本列島都在半徑1000公里的圈內。廣義的包含關東平原部分在內，東面和南面臨太平洋，西面是東京灣，三面被海水圍繞，形成半島（房總半島）狀，這是千葉縣最大的地理特性。此外，沒有500米以上的山，也是一個特色。其地理上半島的特性相當受到重視，在近代逐漸提高的陸上交通中心地位中，因為袋狀地形的封閉性經常被視為一個問題，另一方面，因為直接面對外海，自古以來便易於吸收外來文化，而有著良好的另一面。此外，相鄰的都縣以利根川、江戶川、東京灣、太平洋為界，自古以來擔任著抵禦外侮與霸者起死回生之地的角色。
千葉縣的北半部大半是關東平原，最高峰愛宕山海拔僅408m，平均海拔約43m，在都道府縣中是標高最低的縣，此外，依照國土地理院的試算，如果海面上升10m，千葉縣與本州之間會被海區隔形成一個島嶼。
實際上，在數千年前，水位比現在高，現在的千葉多數的低地都在海面下，與本州之間被南部的古東京灣與北部之香取海分開。

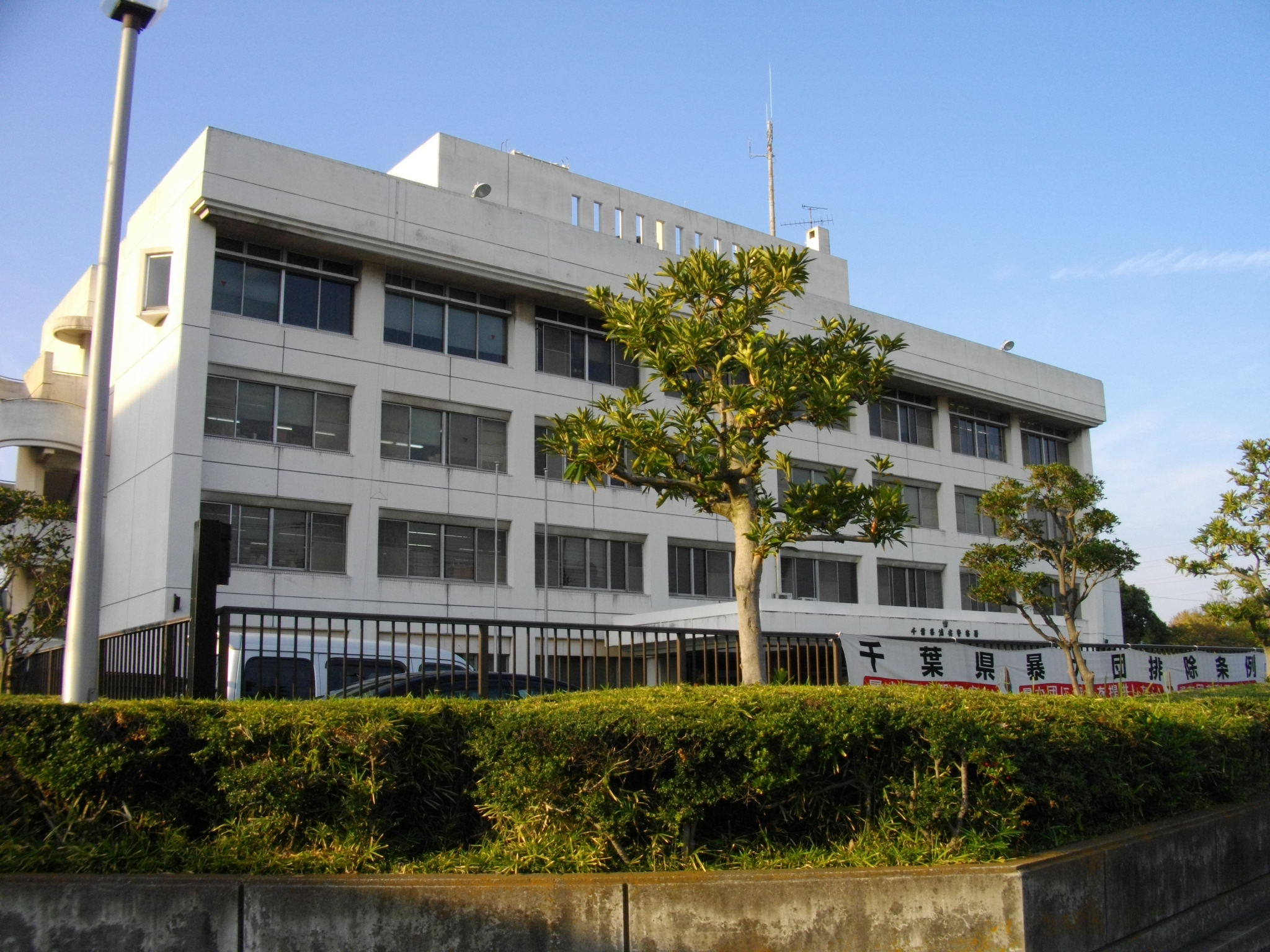
浦安警察署

房總半島的東京灣側被稱為「内房」、太平洋側為「外房」，内房近年以來不斷進行填海，浦安市等地面積增加數倍，因此縣的面積一時之間超越愛知縣，隨著中部國際機場的建設，被愛知縣再次超越。

### 氣候
房總半島南部連接太平洋，因此受到黑潮海流的影響，氣候較溫暖，夏天時有許多海水浴場開設，冬天又以避寒地的角色吸引許多觀光客造訪。

### 地質
第三紀層與白堊紀堆積層。

### 地形

#### 平原、丘陵

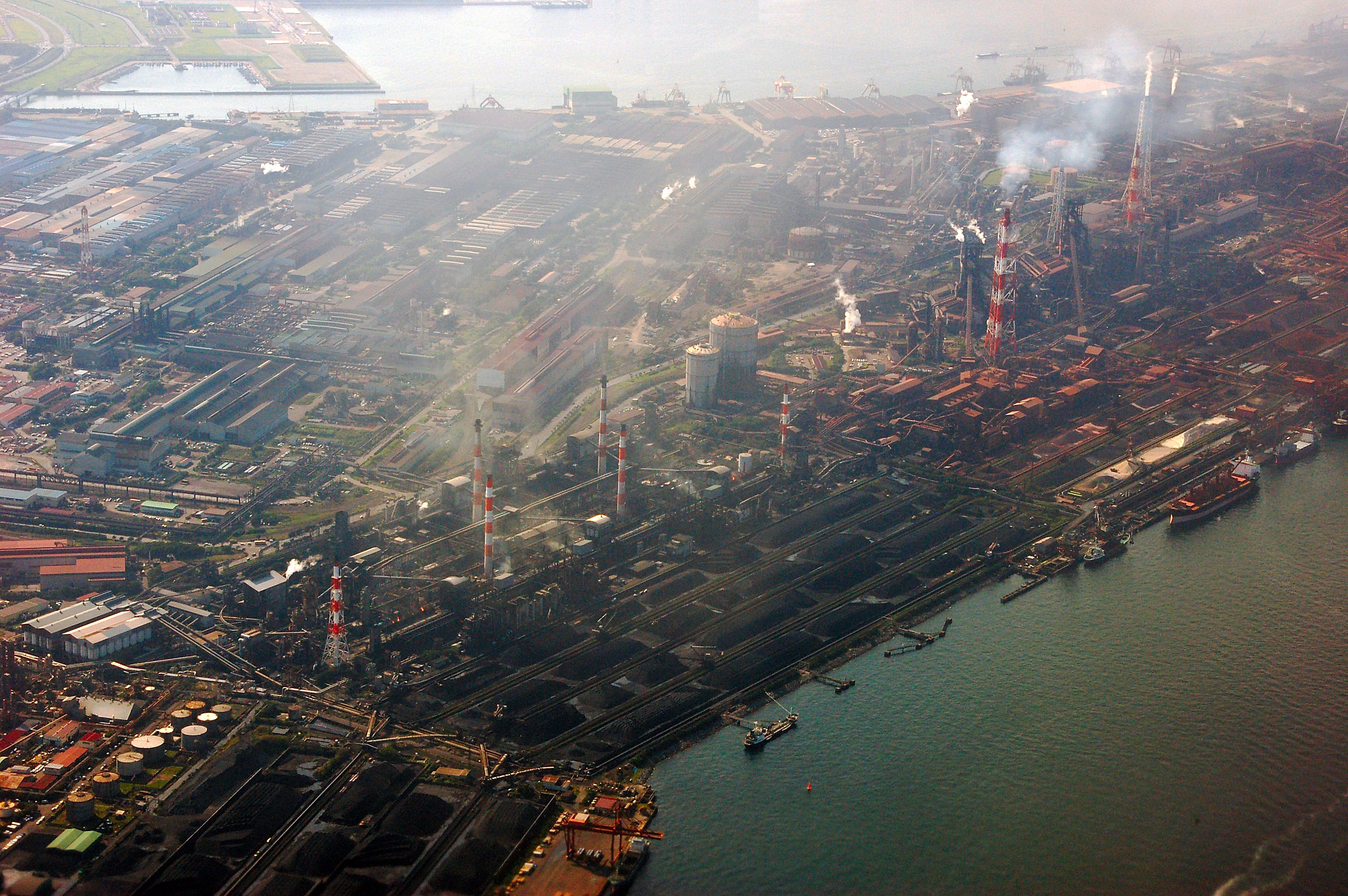
日本製鐵君津廠

沿著東京灣有許多海埔新生地，浦賀水道的對岸為三浦半島，太平洋沿岸面對九十九里濱，有廣大的九十九里平原，半島南部是房總丘陵，半島中央為上總丘陵與上總台地，半島北部為下总台地，此處的台地與丘陵因為繩文期的侵蝕作用形成河谷平原（谷津田）。另一方面半島北部至中部，圍繞著下總台地之西邊分佈著江戶川低地、東京湾岸低地，北邊為利根川下流低地，東側為九十九里沖積低地。

#### 河川
利根川、夷隅川、栗山川、小櫃川、養老川、一宮川、小糸川、南白龜川、村田川、作田川、木戸川、塩田川

#### 湖、沼
手賀沼、印旛沼、大利根用水、兩總用水、成田用水、東總用水、利根運河、利根川河口堰、黒部川水門、北千葉導水路、房總導水路、行德可動堰、江戶川水閘門（江戶川水門）

#### 海、海岸
浦賀水道（館山灣）、東京灣、太平洋、鹿島灘

#### 自然公園
國定公園
水郷筑波國定公園、南房總國定公園
縣立自然公園
縣立養老溪谷奧清澄自然公園、縣立九十九里自然公園、縣立印旛手賀自然公園、縣立高宕山自然公園、縣立嶺岡山系自然公園、縣立富山自然公園、縣立大利根自然公園、縣立笠森鶴舞自然公園

## 歷史

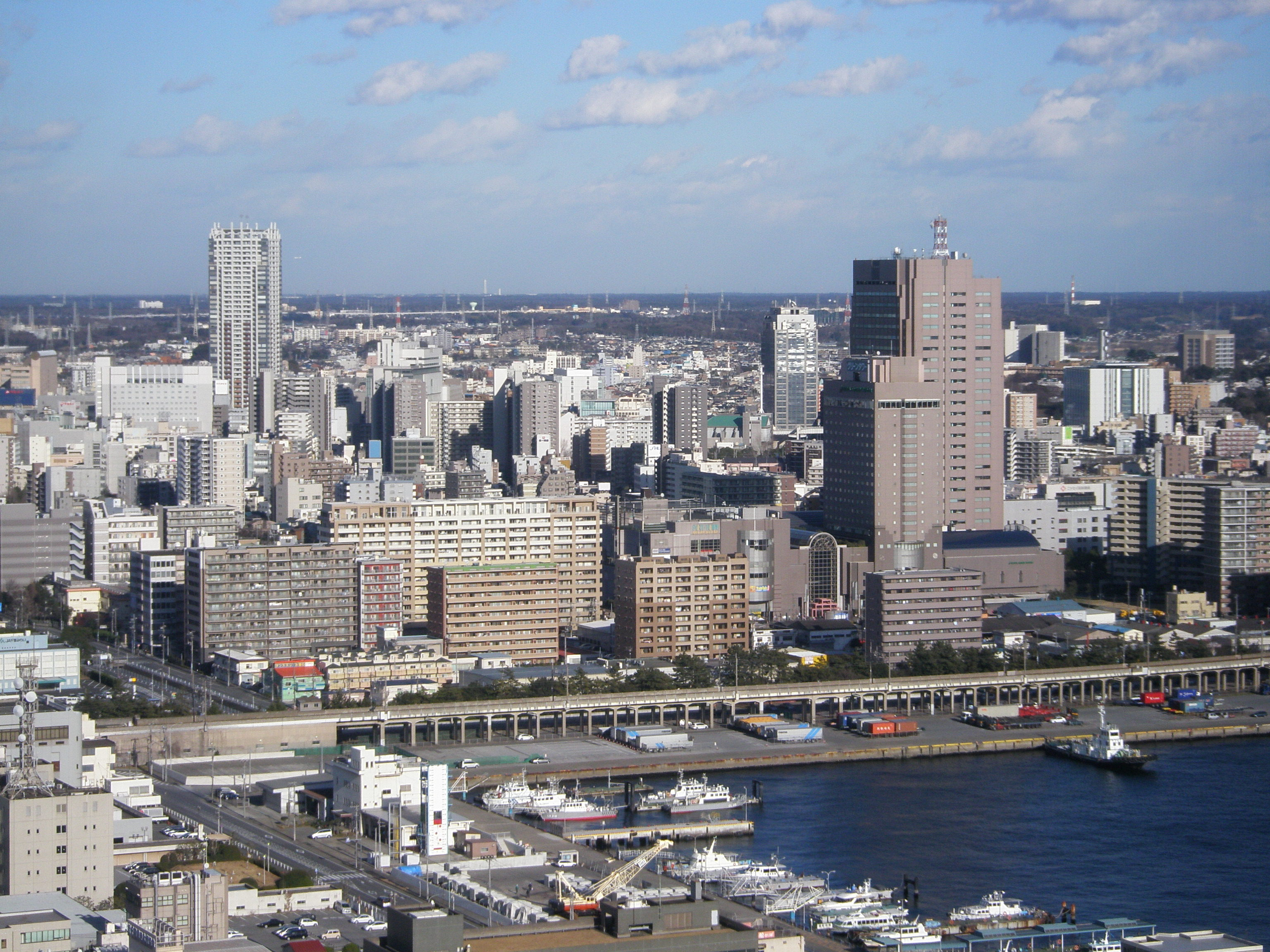
千葉市街景

### 縣名由來
關於縣名的起源，是於廢藩置縣後隨即進行的縣的統合時，於千葉郡千葉町設置縣廳，直接採用該地名而來。但千葉地名是何時確定並沒有定論，我們可以在律令制以前的國造名(千葉國造)與律令制後的郡名(千葉郡)中看到這個地名。千葉地名的由來有許多說法，其中一說是取其「樹葉數量眾多相當繁茂」之意，有(1)表示結實纍纍豐穰之地之意(2)有許多草木生長繁茂的原野之意(3)祈願土地與子孫繁榮的地名等種種說法。此外，在日本書紀與古事記兩書中，應神天皇由大和往近江的途中，於山城宇治野之丘上眺望遠方之葛野一帶時，歌詠的國見歌出現的為數量眾多之葉的意義，葛葉良好繁盛的生長而使用「葛」為枕詞，依照契沖以來的考據，這是古代人將願望寄託於千葉地名的重要資料之一。（關於和歌請參照以下）
（和歌）

在現存的文書中，將千葉為地名最老的記錄為『萬葉集』20卷中千葉郡出身的防人大田部足人歌詠的其中一首。（關於和歌請參照以下）
（和歌）

### 年表
明治至現在

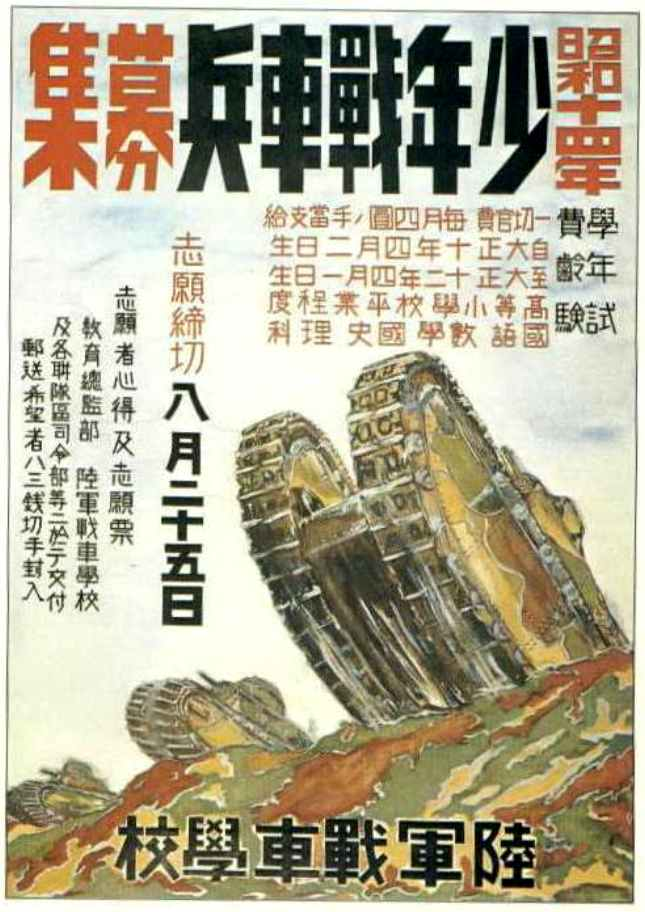
1939年戰車學校募兵海報

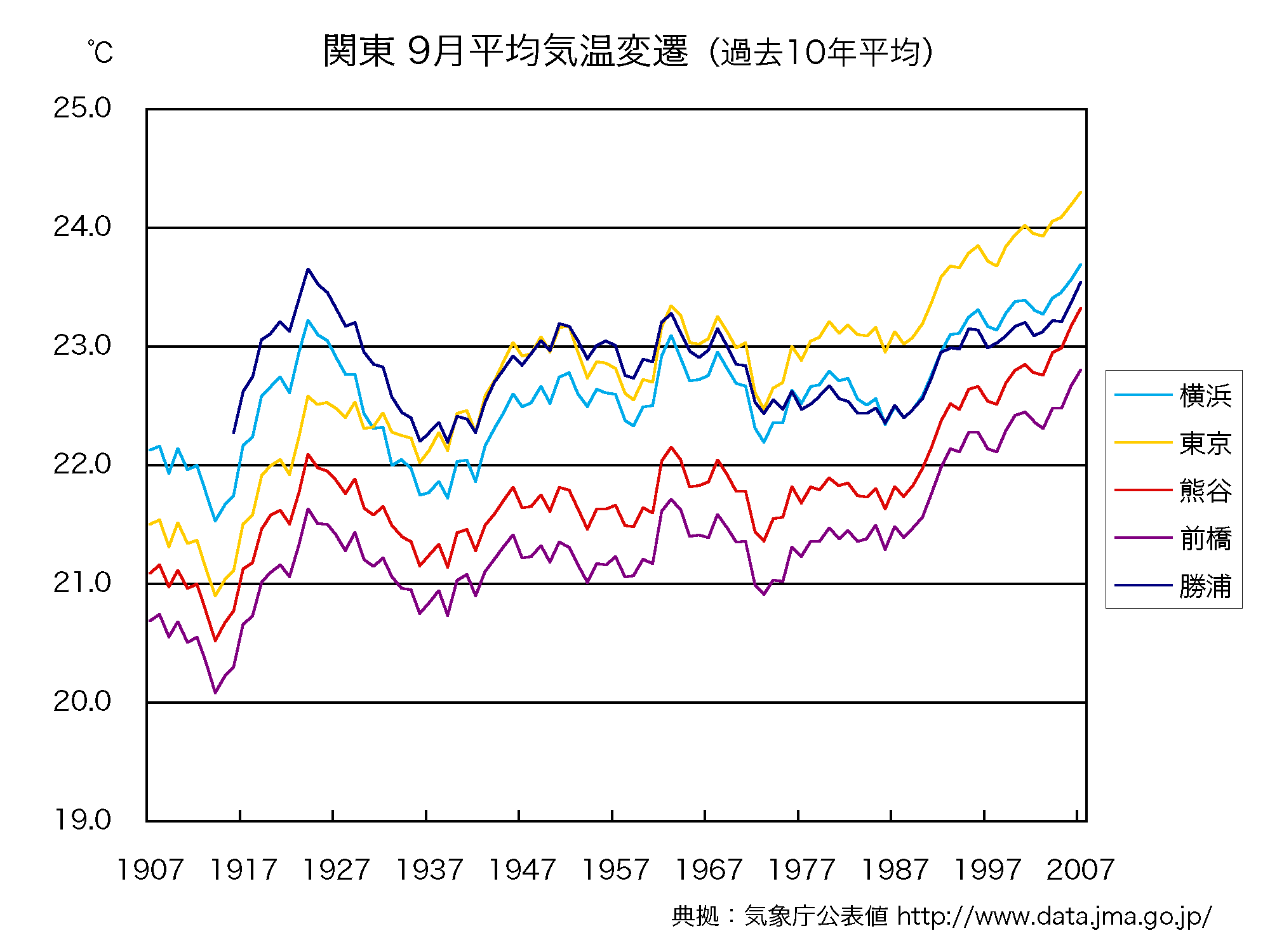
1907-2007平均氣溫

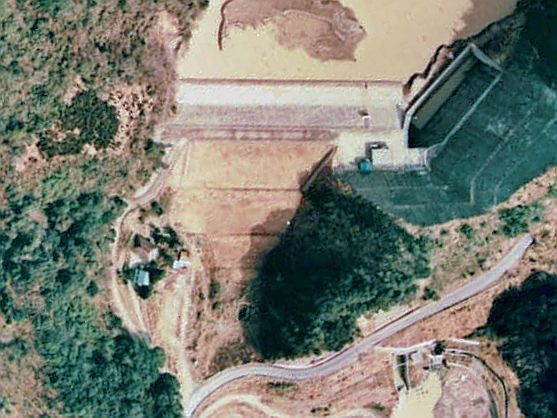
安房中央水壩(1974)

- 1868年（明治元年）：市川船橋戦争。近藤勇在流山被官軍捕獲。柴山典成為安房・上總知縣事。佐市直武成為下總知縣事。
- 1869年（明治2年）：下總設置葛飾縣。安房、上總設置宮谷縣。小金・佐倉牧開始開墾。野島埼灯台完工。
- 1871年（明治4年）：因廢藩置縣政策房總誕生24縣。後形成木更津縣、新治縣、印旛縣3縣。
- 1873年（明治6年）：木更津縣與印旛縣統合。成為千葉縣。縣廳置於千葉町（現・千葉市中央區本千葉町）。
- 1873年（明治6年）：歷代天皇首次行幸千葉縣。大和田原命名為「習志野原」。
- 1874年（明治7年）：柴原和被任命為千葉縣初代權令（縣令）。犬吠埼灯台完工。
- 1875年（明治8年）：新治縣廢止。香取、匝瑳、海上3郡編入千葉縣。
- 1878年（明治11年）：千葉縣立千葉中學校（現千葉縣立千葉高等學校）創立。制定郡區町村編制法，縣內成為21郡50町2391村。
- 1879年（明治12年）：舉行第1回千葉縣議會議員選舉。
- 1884年（明治17年）：發生自由黨夷隅事件、安房事件。
- 1885年（明治18年）：下總種畜場自農商務省轉為宮内省所轄，成為宮内省下總種畜場（後・宮内廳下總御料牧場）。
- 1889年（明治22年）：市制・町村制施行，縣內66町2391村成為43町315村。此時縣内尚未施行市制。
- 1890年（明治23年）：利根運河開通。
- 1894年（明治27年）：總武鐵道市川站-佐倉站間、市川站-本所站（現・錦糸町站）間開通。
- 1896年（明治29年）：房總鐵道千葉站-大網站間開通。之後於1899年大網站-大原站間開通。縣内郡再編，成為12郡（千葉郡、市原郡、香取郡、海上郡、匝瑳郡、夷隅郡、安房郡、君津郡、長生郡、山武郡、東葛飾郡、印旛郡）。
- 1897年（明治30年）：成田鐵道佐倉站-成田站間開通。總武鐵道佐倉站-銚子站間開通。郡制施行。
- 1899年（明治32年）：設立習志野騎兵連隊高津廠舎。（習志野騎兵連隊於1904年爆發之日俄戰爭中相當活躍，與秋山好古一起為全國所知）
- 1907年（明治40年）：總武鐵道、房總鐵道國有化。
- 1908年（明治41年）：陸軍鐵道第1連隊（鐵道連隊）設於都賀村（現 千葉市若葉區都賀）。
- 1909年（明治42年）：陸軍歩兵第57連隊（佐倉連隊）設於佐倉（現 佐倉市）。
- 1910年（明治43年）：縣內第一條電氣化軌道成宗電氣軌道成田站前-成田山門前間開業。1944年因成為不要不急線而廢線。
- 1911年（明治44年）：借用陸軍鐵道連隊的演習用路線，成田-三里塚間開業。1917年成為千葉縣營鐵道。1926年延伸至八日市場。1927年改稱為成田鐵道多古線。1946年廃線。千葉縣營鐵道柏-野田間開業。1944年為東武鐵道吸收合併（東武野田線）。
- 1912年（大正元年）：千葉縣營鐵道大多喜線、大原-大多喜間開業（1927年廢線）。千葉縣營鐵道久留里線、木更津-久留里間開業。陸軍歩兵學校設置於作草部（現・千葉市稲毛區作草部、天台）。
- 1913年（大正2年）：銚子遊覽鐵道銚子-犬吠間開業。1917年廢線。氣球連隊移設於作草部町。
- 1914年（大正3年）：京成電氣軌道（現 京成電鐵）江戶川-市川新田（現 市川真間站）間開業。1926年延伸至成田花咲町（臨時站）。借用陸軍鐵道連隊的演習用路線，千葉縣營鐵道八街線三里塚-八街間開業。1940年廢線。
- 1916年（大正5年）：陸軍騎兵學校移設於藥園台。奈良原三次於稲毛海岸開設日本第一個民間機場。
- 1918年（大正7年）：縣內安房郡勝山村（現 安房郡鋸南町）等數個地方發生米騷動。陸軍鐵道連隊成為2個隊，第二連隊駐屯於津田沼。於千葉縣津田沼海岸設立伊藤飛行機研究所。
- 1920年（大正9年）：進行第1回國勢調査（人口133万6155人）。成田鐵道國有化。
- 1921年（大正10年）：千葉市成為千葉縣第一個施行市制的地方，此時，成為市的縣廳所在地只有浦和、山口、宮崎、那霸而已。
- 1923年（大正12年）：發生野田醬油第一次爭議。因為發生關東大地震，縣内各地發生很大的災情。銚子鐵道（現 銚子電鐵）銚子-外川間開業。九十九里軌道（現・九十九里鐵道）東金-片貝間開業。1961年廢線。
- 1924年（大正13年）：開始建設銚子漁港。
- 1925年（大正14年）：小湊鐵道五井站-里見站間開通。
- 1926年（大正15年）：流山輕便鐵道（現・流鐵）馬橋-流山間開業。
- 1927年（昭和2年）：發生野田醬油第二爭議。
- 1929年（昭和4年）：開通房總環狀線。頻繁發生小作爭議。
- 1930年（昭和5年）：設立館山海軍航空隊。木原線（1988年第三部門化，成為今日的夷隅鐵道）大原-大多喜間開業。
- 1931年（昭和6年）：阪東妻三郎於谷津遊園設置阪東關東攝影所。
- 1933年（昭和8年）：大利根用水開工。
- 1934年（昭和9年）：縣營水道千葉-市川間的鋪設工程開始。
- 1936年（昭和11年）：因二二六事件陸軍歩兵第57連隊出動。
- 1937年（昭和12年）：陸軍戰車學校於千葉市開校。翌年，陸軍防空學校（陸軍高射學校）開校。
- 1940年（昭和15年）：為了於千葉市沿岸設立日立航空機工廠，開始填海。
- 1942年（昭和17年）：東京大學第二工學部設置於千葉縣千葉市。
  - 7月：在縣内的部落會・町内會普及晨間廣播體操。
- 1943年（昭和18年）：因1縣1行政策，設立千葉銀行。兩總用水事業開工。
- 1945年（昭和20年）：千葉市（千葉空襲）、銚子市（銚子空襲）遭到空襲。因敗戰之故，美軍於館山、富津登陸。
- 1947年（昭和22年）：接收陸軍鐵道連隊演習用路線，新京成電鐵新津田沼站（当初）-藥園台站間開業。
- 1949年（昭和24年）：千葉大學開校。
- 1950年（昭和25年）：決定利用千葉市沿岸的舊日立航空機工廠舊址等海埔新生地提供為川崎製鐵（現・JFE鋼鐵）用地。翌年1951年，設立川崎製鐵千葉製鐵所。1953年開始生產。
- 1956年（昭和31年）：縣民人口突破200萬。
- 1957年（昭和32年）：東京電力千葉火力發電所開始運轉。於八千代市建設日本第一個住宅團地（八千代台團地）。
- 1958年（昭和33年）：利根川下游區域發生大規模的鹽害。（昭和33年鹽害）。
- 1960年（昭和35年）：京葉道路一之江-船橋IC間開通。
- 1961年（昭和36年）：確立京葉臨海工業地帶實行計畫。
- 1962年（昭和37年）：銚子大橋開通。
- 1965年（昭和40年）：兩總用水完工。君津町（現 君津市）海埔新生地八幡製鐵君津製鐵所（現新日鐵住金君津製鐵所（日语：新日鐵住金君津製鐵所））開始生產。
- 1966年（昭和41年）：閣議決定於成田市三里塚興建新東京國際機場（現 成田國際機場）。三里塚闘争開始。以印西町（現・印西市）為中心開始設立千葉新市鎮。
- 1968年（昭和43年）：縣民人口突破300萬。於千葉市沿岸海埔新生地設立海濱新市鎮。於成田市設立成田新市鎮。
- 1969年（昭和44年）：印旛沼疎水路完成。印旛沼的水開始流入東京灣。帝都高速度交通營團（現 東京地下鐵東西線）東陽町站-西船橋站間開通。
- 1970年（昭和45年）：鹿島線香取站-鹿島神宮站間開業。
- 1971年（昭和46年）：新空港自動車道（現 東關東自動車道）宮野木JCT-富里IC間開通。
- 1972年（昭和47年）：北總開發鐵道（現 北總鐵道）北初富站-小室站間開業。2000年延伸至印旛日本醫大站。
- 1973年（昭和48年）：迎接縣政100周年。舉辦第28回國民體育大會夏季大會（若潮國體）。武藏野線開業。1978年延伸至西船橋站。
- 1974年（昭和49年）：縣民人口突破400萬。
- 1978年（昭和53年）：新東京國際機場開放。京成電鐵京成成田-成田機場（現 東成田）間開業。
- 1981年（昭和56年）：常磐自動車道柏IC-谷田部IC間開通。
- 1982年（昭和57年）：首都高速灣岸線-連接高谷至東關東自動車道。
- 1983年（昭和58年）：縣人口突破500萬。國立歷史民俗博物館於佐倉城址公園隔壁開館。東京迪士尼樂園開園。
- 1986年（昭和61年）：為了紀念縣民人口突破500萬，千葉PortTower開幕。京葉線西船橋站-千葉貨物終點站（現在廢止）間開業，1990年、延伸至東京站，全線開業。
- 1987年（昭和62年）：發生千葉縣東方沖地震，縣內遭到極大的損害。東關東自動車道千葉縣區間全線開通。
- 1988年（昭和63年）：千葉都市單軌電車2號線千城台站－Sportscenter站開業。1991年延伸至千葉站。
- 1989年（平成元年）：於幕張新都心地區設立日本展覽中心（現 幕張展覽館）。千葉縣立中央博物館開館。都營地下鐵新宿線篠崎站-本八幡站間（臨時站）開業，全線開業。
- 1990年（平成2年）：於千葉市舉辦「食與綠的博覽會」（食と緑の博覧会）。
- 1991年（平成3年）：JR線與京成線進入新東京國際機場。
- 1992年（平成4年）：千葉市成為政令指定都市。千葉急行電鐵千葉急行線（現 京成千原線）開業（1998年讓渡至京成電鐵）。
- 1993年（平成5年）：谷津干潟成為濕地公約登録之濕地。
- 1995年（平成7年）：於千葉市舉辦全國都市綠化展。千葉都市單軌電車1號線千葉港站（千葉みなと駅）－千葉站間開業。1999年延伸至縣廳前站。
- 1996年（平成8年）：東葉高速鐵道全線開業。
- 1997年（平成9年）：東京灣橫斷道路（東京湾アクアライン）開通。
- 2001年（平成13年）：芝山鐵道東成田站-芝山千代田站間開業。東京迪士尼海洋開園。
- 2002年（平成14年）：縣民人口突破600萬。成田機場第2條跑道B滑行道（臨時滑行道）開始使用。
- 2003年（平成15年）：船橋市成為中核市。
- 2005年（平成17年）：首都圈新都市鐵道筑波快線開業。
- 2007年（平成19年）：館山自動車道全線開通。於船橋市舉辦全國都市綠化展。
- 2008年（平成20年）：柏市成為中核市。
- 2011年（平成23年）：2011年日本東北地方太平洋近海地震東京近郊千葉縣市原市的COSMO石油千葉製油所亦因地震導致廠區內數個儲油槽爆炸引發大火。

## 行政
如同日本其他的縣級地方自治體，千葉縣的最高行政首長是民選的千葉縣知事，領導千葉縣廳治理縣內的行政事務。現任（2021年4月就任）的千葉縣知事是熊谷俊人。
千葉縣議會是千葉縣的最高民意機關，由95名縣議員組成，以監督縣廳的運作。

## 行政區劃

### 市
- 千葉市：中央區、花見川區、稻毛區、若葉區、綠區、美濱區
- 銚子市、市川市、船橋市、館山市、木更津市、松戶市、野田市、茂原市、成田市、佐倉市、東金市、旭市、習志野市、柏市、勝浦市、市原市、流山市、八千代市、我孫子市、鴨川市、鎌谷市、君津市、富津市、浦安市、四街道市、袖浦市、八街市、印西市、白井市、富里市、南房總市、匝瑳市、香取市、山武市、夷隅市、大網白里市

### 町/村
- 印旛郡
  - 酒酒井町、榮町
- 香取郡
  - 神崎町、多古町、東庄町
- 山武郡
  - 九十九里町、芝山町、橫芝光町
- 長生郡
  - 一宮町、睦澤町、長生村、白子町、長柄町、長南町
- 夷隅郡
  - 大多喜町、御宿町
- 安房郡
  - 鋸南町

## 經濟
千葉县一部分地區以種植不易保存的蔬果為主，包括捲心菜、菠菜、番茄、草莓等等，供應予東京都。另外全县擁有內灣並面向海域，為世界三大魚場之一。其中鱸魚、鰣魚、龍蝦等海產量為全日本第一位。
千葉县的工業主要以石油、化工、鋼鐵等為主，合計佔全县工業產量的一半。

## 交通
- 成田國際機場位於成田市。

### 公路
- 常磐自動車道
- 新空港自動車道
- 東關東自動車道
- 東京外環自動車道
- 館山自動車道
- 首都高速公路
- 東京灣橫斷道路

### 鐵路
- 總武本線
- 常磐線
- 內房線
- 外房線
- 京葉線
- 武藏野線
- 東金線
- 成田線

## 旅遊

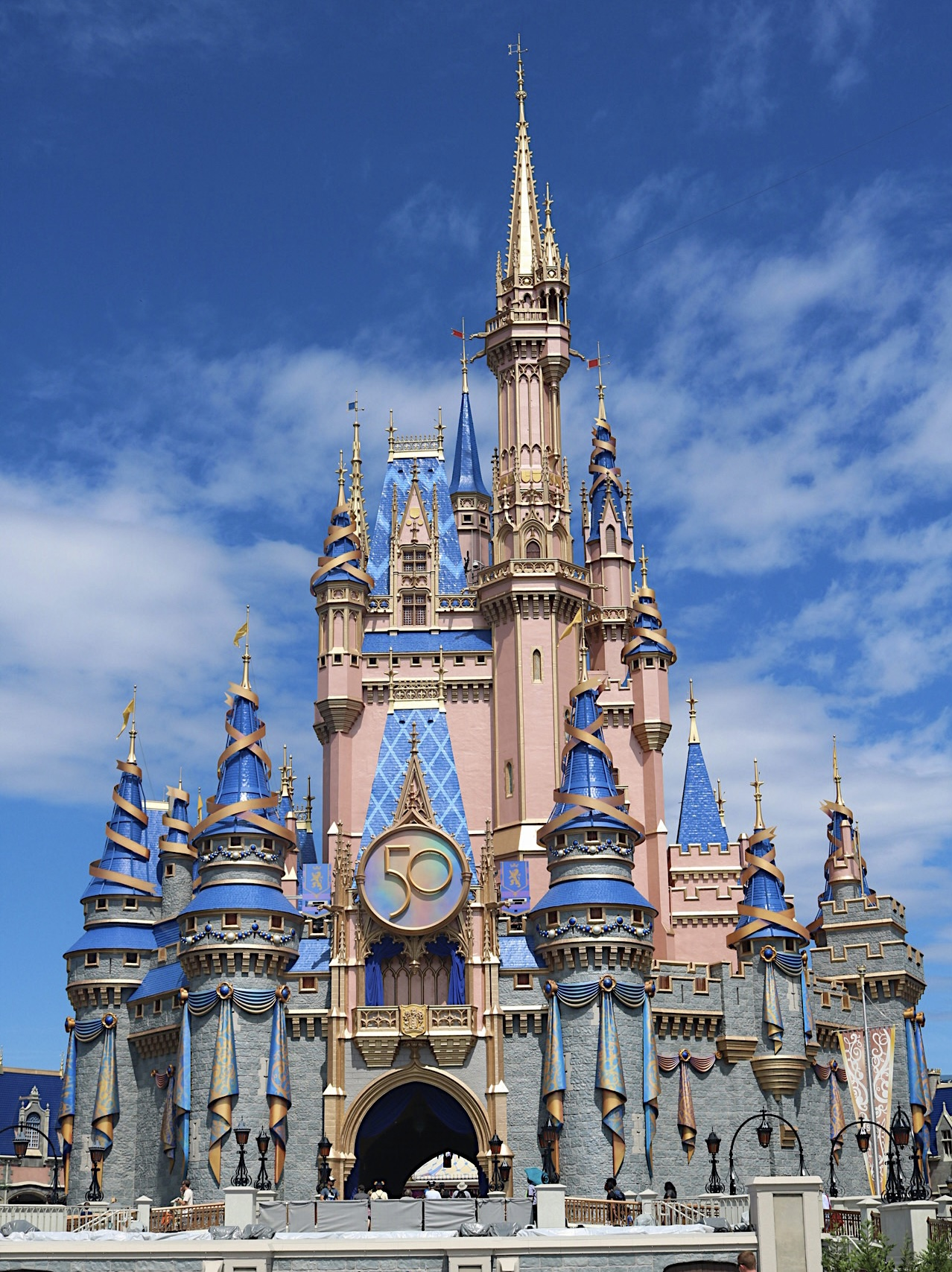
東京迪士尼樂園

- 東京迪士尼渡假區，位於浦安市。

## 特產
| 水果、蔬菜   | 水果、蔬菜                                |
| ------------ | ----------------------------------------- |
| 梨           | 全國各都道府縣中收穫量第1名（2004年度）。 |
| 西瓜         | 全國收穫量第2名（2004年度）。             |
| 落花生       | 八街，生產量全國第1名。                   |
| 魚介類、海產 |                                           |
| 文蛤         | 陸奧灣為主要產地。                        |
| 鯨           | 和田港是主要捕鯨基地。                    |
| 海苔         | 房總半島為主要產地。                      |
| 花蛤         | 東京灣。                                  |
| 蜆           | 利根川。                                  |
| 鄉土料理     |                                           |
| 羊羹         | 成田山的名物。                            |
| 工藝品       |                                           |
| 房州團扇（うちわ） | 國家指定的傳統工藝品。                    |
| 銚子縮（銚子ちぢみ）   | 銚子的傳統紡織品。                        |
| 參考資料：   |                                           |

## 媒體

### 報紙
- 千葉日報（日语：千葉日報）

### 電視台
千葉縣內有NHK千叶放送局、千葉電視台（獨立協）兩家電視台，也可以收看關東地方的五家商業電視台（日本電視台、朝日電視台、TBS電視台、富士電視台、東京電視台）。

## 千葉出身名人
- 倉木麻衣
- 相葉雅紀
- 中居正廣

- 小林直己： 日本資深男演員，男模特兒

## 外部連結
千葉縣廳網站
- 千葉縣官方網站（页面存档备份，存于）

觀光網站
- - 千葉縣商工勞動部觀光課
- 歡迎光臨千葉 - 千葉縣商工勞動部觀光課繁體中文網站
- - 社團法人千葉縣觀光協會
- http://www.welcomechiba.jp/（页面存档备份，存于） - 財團法人千葉縣觀光公社
- http://www.ccb.or.jp/（页面存档备份，存于）
- 千葉縣教育廳教育振興部文化財課

相關數位網站
- 维基导游上有關千葉縣的旅行指南

相關資料
- - 總務省